# Farmington (Kentucky)
Farmington es un lugar designado por el censo ubicado en el condado de Graves en el estado estadounidense de Kentucky. En el Censo de 2010 tenía una población de 245 habitantes y una densidad poblacional de 61,03 personas por km².

## Geografía
Farmington se encuentra ubicado en las coordenadas 36°40′9″N 88°31′43″O / 36.66917, -88.52861. Según la Oficina del Censo de los Estados Unidos, Farmington tiene una superficie total de 4.01 km², de la cual 3.97 km² corresponden a tierra firme y (1.03%) 0.04 km² es agua.

## Demografía
Según el censo de 2010, había 245 personas residiendo en Farmington. La densidad de población era de 61,03 hab./km². De los 245 habitantes, Farmington estaba compuesto por el 97.55% blancos, el 0% eran afroamericanos, el 0% eran amerindios, el 0.41% eran asiáticos, el 0.41% eran isleños del Pacífico, el 0.41% eran de otras razas y el 1.22% pertenecían a dos o más razas. Del total de la población el 0.41% eran hispanos o latinos de cualquier raza.